# Casa Revilla
La Casa Revilla és un edifici noble que serveix de seu a la Fundació Municipal de Cultura de Valladolid, Comunitat Autònoma de Castella i Lleó. Es troba al carrer Torrecilla núm. 5 -nomenada anteriorment carrer de Santa Clara-, amb tomb al carrer de Fra Lluís de Granada -que es deia en aquella època carrer de la Ceniza-. Els seus fonaments i part de la seva estructura daten dels segles XIV o XV i la seva alçada va tenir lloc al segle xvi. Els murs són de pedra i està completament restaurada i rehabilitada en el seu interior per a les funcions municipals. En ella van habitar personatges històrics i rellevants fins que en morir el seu últim propietari, Francisco de Cossío, l'Ajuntament va adquirir l'immoble per situar en aquest lloc la Fundació Municipal de Cultura.

## Context històric

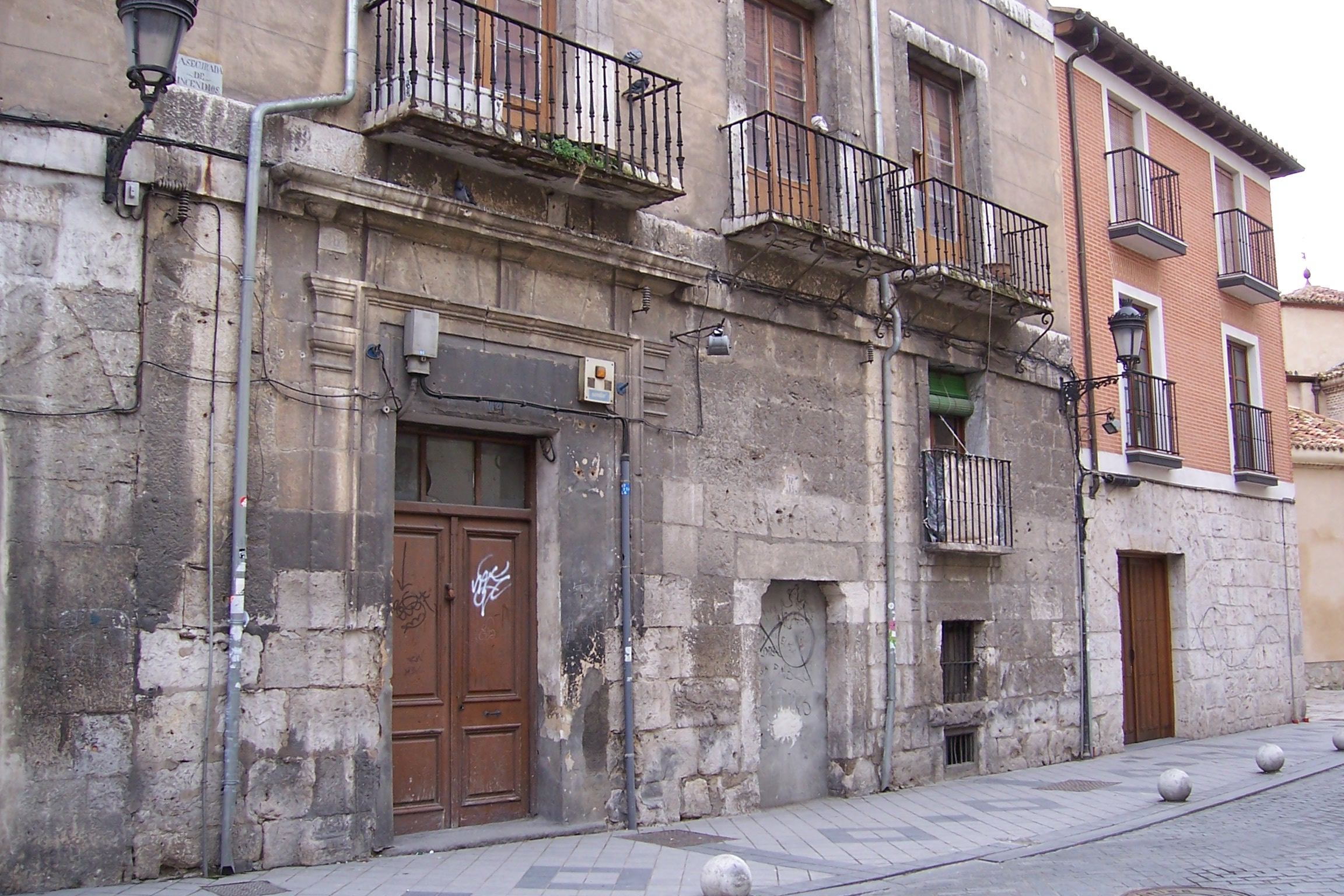
Carrer de San Martín nº 14, casa del secretari Alonso Arias, siglo XVII.

El carrer Torrecilla pertany al barri de San Martín junt amb els carrers Padilla, Empecinado, Chancillería, Prado, San Martín y Camarín de San Martín. Aquest barri va sorgir al segle xii com a assentament marginal de moros i jueus. A partir del segle xvi i a conseqüència de la importància adquirida per la Chancillería, el barri es va posar de moda entre els procuradors, secretaris, llicenciats i tots els altres professionals relacionats amb aquesta institució judicial. Per això van començar a sorgir cases nobles de gent important de les quals es conserven alguns vestigis, portals o estructures com a relíquies del passat. Al carrer de San Martín al núm. 14 està encara l'edifici del segle xvii del secretari Alonso Arias. En aquest mateix carrer, al núm. 17 una casa conserva l'enorme portalada i el mateix succeeix en una altra amb tomb al Camarín. Al carrer Torrecilla hi va haver prou edificis nobles conservats fins a mitjan segle XX dels que pot veure's alguna de les seves grans portalades amb dovelles. Més vestigis i portalades n'hi ha als carrers Piedad, Padilla i Empecinado núm. 9, casa coneguda com del Senyor Juan Zarandona; està rehabilitada, però conserva part del seu disseny original.

## Història de l'edifici i els seus habitants

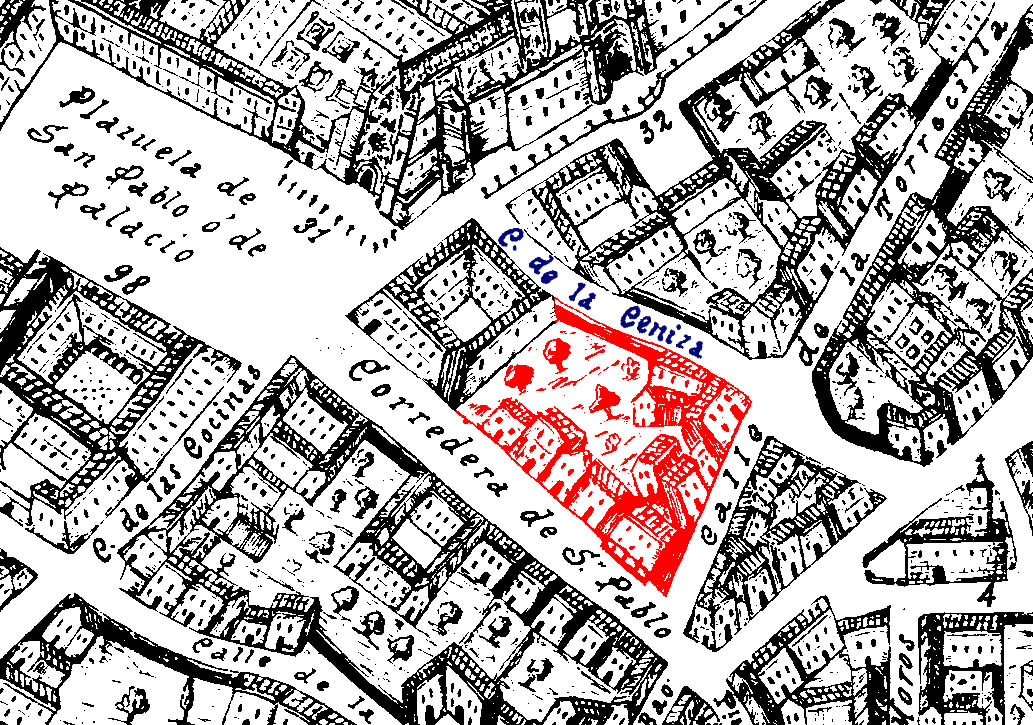
Lloc de les cases y jardins remarcat en vermell sobre el plànol de Ventura Seco de 1738.

Els germanastres del rei Boabdil, Juan de Granada i Fernando de Granada eren fills de Muley Hacen i Elisabet de Solís, nomenada també Zoraya o Zoraida. Tots dos infants van ser els primers propietaris d'aquesta casa. Juan de Granada va tenir un fill anomenat Bernardino de Granada, casat amb Cecilia Mendoza. Aquest matrimoni va habitar les mencionades cases principals que havien sigut de Juan i Fernando de Granada. L'edifici es va construir al carrer de Santa Clara -després carrer de la Torrecilla- que pertanyia a l'aristocràtic barri de San Martín. Sobre aquestes cases principals es va establir primogenitura. Existien d'altres properes, propietat de la família, que donaven a la Corredera de San Pablo -nomenada després carrer de les Angustias- i es comunicaven a les principals per la part del darrere.
Bernardino de Granada va tenir dos fills, Juan de Granada -nomenat com el seu avi-, casat amb Juana de Castella i l'altre, Hernando de Granada, casat amb Ana de Vitoria. A Juan li va correspondre la primogenitura i amb això les cases principals, és a dir la denominada avui com a «Casa Revilla». Tots dos germans van compartir la resta de propietats, inclosa una ribera al costat del riu Pisuerga a la riba dreta. Juan de Granada es va preocupar de mantenir la casa en perfecte estat contractant també un jardiner per al verger i horta. Al arxiu municipal es conserva el contracte on a més a més s'especifiquen les obligacions del jardiner.

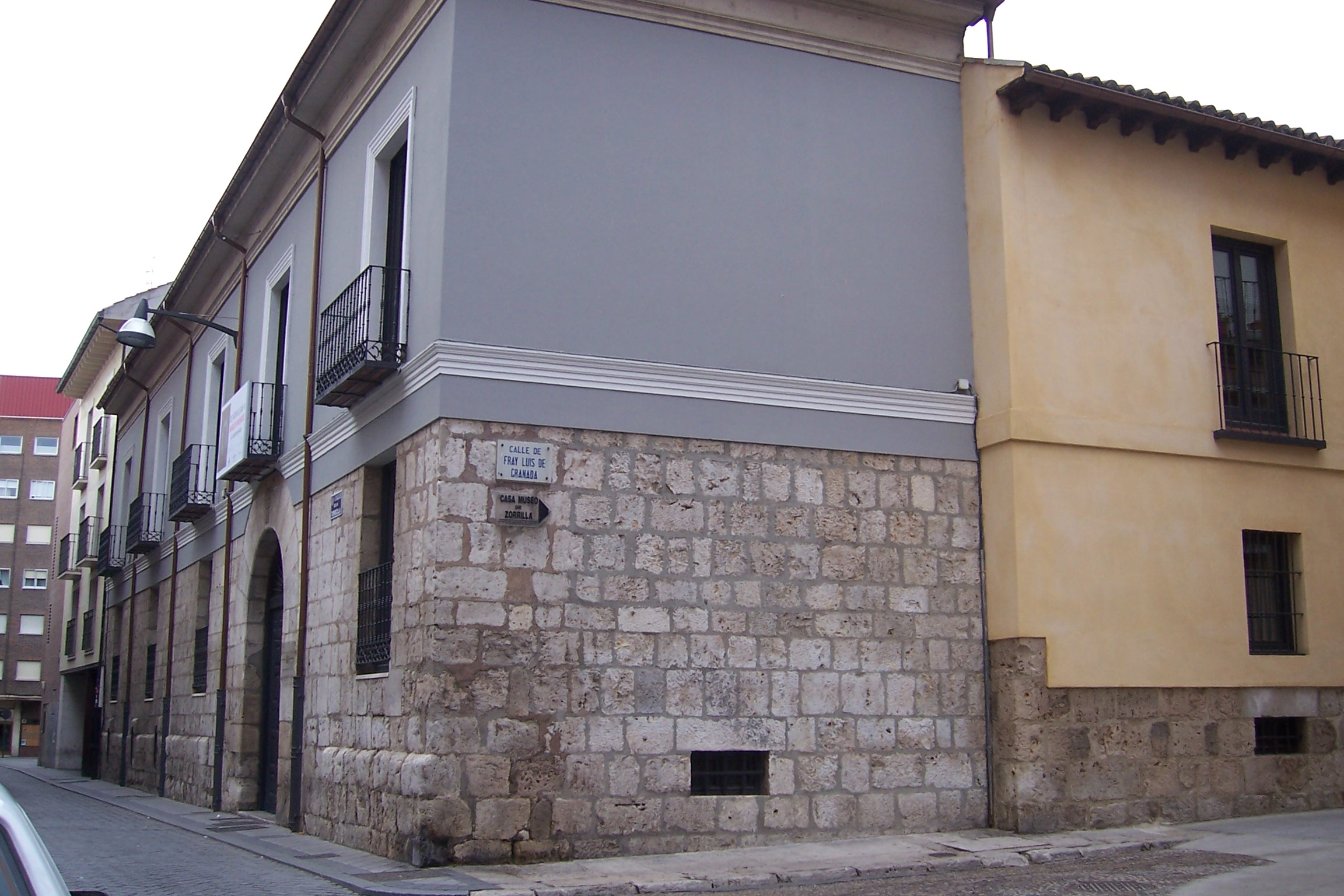
Cantonada amb tomb al carrer de la Ceniza (Fray Luis de Granada)-

A la mort dels germans Juan i Hernando de Granada, la primogenitura va recaure en la persona de Luis Alencastro, Comanador Major d'Avis a Portugal. Les dues vídues, Juana de Castella i Ana de Vitoria, d'acord amb el comanador van vendre la casa principal a Luis de Mercado, senyor de la vilade Santa Cecilia, que era membre del Consell d'Hisenda de S.M. i «alcalde del crim» de la Cancelleria de Valladolid. Amb aquesta venda es va trencar la continuïtat de l'herència familiar i van arribar d'altres propietaris aliens a la família d'origen.
El nou propietari Luis de Mercado va tenir una filla anomenada Juana de Mercado que va heretar la casa. Juana es va casar amb Pedro Antonio de Velasco y Fajardo, cavaller de Santiago,i senyor de Navares, Santa Cecilia i Valdeolmillos. A partir d'aquest fet, la casa va passar a ésser coneguda com a «casa dels Velascos». Més tard, ja al segle xvii, la família va emparentar amb els marquesos de Revilla, passant la casa a ser propietat d'aquesta família. S'ha pogut seguir l'esdevenir de l'immoble a través del Cadastre d'Ensenada que l'inclou entre les propietats de Toribio de Gasca, marquès de Revilla, ambaixador d'Espanya a Parma (Itàlia). S'especifica que en aquells anys la casa estava llogada a particulars.
Anys més tard els marquesos de Revilla van emparentar amb els comtes de Cancelada. La sisena comtessa de Cancelada nomenada Maria Francisca de Paula y Tovar Reguera y Colmenares es va casar amb el general Manuel Gutiérrez de la Concha, I Marquès del Duero. La comtessa va aportar al matrimoni un ric patrimoni amb hisendes i finques especialment a Màlaga, a més a més d'aquesta i d'altres cases a Valladolid.
Cap a 1852 va comprar la casa Manuel de la Cuesta, rector de la Universitat de Valladolid. Manuel de la Cuesta va fer importants reformes a la casa, habilitant-la per llogar diverses cambres el 1857 i despullant-la de l'aire senyorial del segle xvii que encara conservava. Va desaparèixer l'escala principal que arrencava del pati. Va heretar l'immoble la seva filla Dolores de la Cuesta y Polanco, casada amb Francisco Cossío y Salinas -avi de Francisco de Cossío Martínez-Fortún que va ser director del Museu d'escultura i del diari val·lisoletà El Norte de Castilla-. L'immoble es va mantenir com a propietat de la família Cossío fins a la mort de Francisco de Cossío Martínez-Fortún. L'Ajuntament de Valladolid va adquirir la propietat instal·lant en ella la Casa de Cultura, coneguda popularment com a «Casa Revilla».

## Descripció arquitectònica
A mitjan segle xix l'informant sobre Valladolid per al Diccionario geográfico-estadístico-histórico de España y sus posesiones de Ultramar de Pascual Madoz, Matías Sangrador y Vítores, assenyala i descriu aquesta casa entre els edificis civils més destacats de la ciutat:
| «               | ... una part de galeria formada de capriciosos arabescs, que es troben al pati de la casa que fa cantonada al carrer de la Ceniza Fray Luis de Granada i és pertanyent al marquesat de Revilla, en la que també s'admira un ric teginat a la pujada de l'escala... | » |
| — Pascual Madoz | |   |

 Aquests elements descrits recorden l'origen de la casa de totes menes mudèjar.
La casa va tenir una torrassa on descansava gran part d'un habitatge veí, torrassa que va donar origen al nom del carrer de la Torrecilla. En el plànol de Ventura Seco ja es veu amb aquest nom tot i que encara la sessió de l'Ajuntament no havia donat el vistiplau.
La casa dels Galdo al carrer de San Martín i aquesta de Revilla són les úniques del barri de San Martín que conserven la seva autèntica estructura. La mida correspon a una casa important. Consta de dos cossos, el primer construït en pedra picada. Aquest primer cos es divideix alhora en semisoterrani i entrepís. S'accedeix per una valuosa porta de dovelles que dona categoria a l'edifici. La planta de dalt està revocada i en ella s'obren vanos amb balcons. Consta de pati interior sense porticar. Continua donant volta a l'actual carrer de Fra Luis de Granada però ja no existeixen les seves hortes i jardins als solars dels quals es van construir habitatges. L'ajuntament va restaurar la casa en 1985, i va encarregar el treball a José Antonio Salvador Polo i José Luis Villacorta San José.